# 마하비시누 오케스트라
마하비시누 오케스트라(Mahavishnu Orchestra)는 1971년 영국의 기타리스트 존 맥러플린이 이끄는 미국 뉴욕에서 결성된 재즈 퓨전 밴드이다. 이 그룹은 1971년부터 1976년까지, 1984년부터 1987년까지 두 차례의 활동 기간에 걸쳐 여러 차례 라인업 변경을 거쳤다. 빌리 코범, 얀 해머, 제리 굿맨, 릭 레어드로 구성된 첫 번째 라인업으로, 밴드는 1971년과 1973년 역동적인 라이브 공연뿐만 아니라 인도 고전 음악, 재즈, 사이키델릭 록의 혼합으로 구성된 복잡하고 강렬한 음악으로 초기 찬사를 받았다. 그 밴드의 많은 멤버들은 재즈와 재즈 퓨전 장르에서 그들 자신의 찬사를 받았다.

## 음반 목록

### 스튜디오 음반
- The Inner Mounting Flame (1971년)
- Birds of Fire (1973년)
- Apocalypse (1974년)
- Visions of the Emerald Beyond (1975년)
- Inner Worlds (1976년)
- Mahavishnu (1984년)
- Adventures in Radioland (1987년)
- The Lost Trident Sessions (1999년)